# 愛新覚羅鴻潤
愛新覚羅 鴻潤（あいしんかくら こうじゅん、漢語名字：金 鴻潤）は、中国の医師。東京帝国大学医学部卒業、医学博士。東京帝国大学内科専攻、長崎大学医学部免疫研究者。中国人民解放軍陸軍軍級部隊後方医院院長。第一届錦州人民代表大会主席代表成員。本渓鋼鉄公司総医院創立者。
| スタブアイコン | サブスタブ | この項目は、まだ閲覧者の調べものの参照としては役立たない、人物に関連した書きかけの項目です。この項目を加筆・訂正などしてくださる協力者を求めています（P:人物伝/PJ:人物伝）。 |